# Cremastus pimarum
Cremastus pimarum är en stekelart som beskrevs av Dasch 1979. Cremastus pimarum ingår i släktet Cremastus och familjen brokparasitsteklar. Inga underarter finns listade i Catalogue of Life.